# Palorchestidae
Palorchestidae es una familia de mamíferos marsupiales diprotodontos extintos que vivieron desde el Mioceno hasta el Pleistoceno en lo que ahora es Australia.
Los palorquéstidos, se encuentran entre los animales más conspicuos de la megafauna australiana. Tenían patas delanteras largas y cortas patas traseras, un hocico largo, que probablemente tenía una nariz similar a la de los actuales tapires, una alargada unión de la mandíbula inferior (sínfisis), probablemente para acomodar una lengua larga y molares altos (condición conocida como hipsodoncia), adaptados al consumo de vegetales fibrosos. En los animales adultos, la fórmula dental era I1-3/1, C1 0/0, P3/3 M1-4/1-4.

## Clasificación
Contiene cuatro géneros conocidos hasta la fecha. Todas las especies están extintas.
- Propalorchestes Murray, 1986
  - P. novaculocephalus[4][5] Murray, 1986 (especie tipo)
  - P. ponticulus Murray, 1990
- Ngapakaldia Stirton, 1967
  - N. bonythoni[6] Stirton, 1967
  - N. tedfordi Stirton, 1967 (especie tipo)
- Palorchestes Owen, 1873
  - P. anulus Black, 1997
  - P. azael Owen, 1873 (especie tipo)
  - P. painei Woodburne, 1967
  - P. parvus De Vis, 1895
  - P. pickeringi[7] Piper, 2006
  - P. selestiae Mackness, 1995
- Pitikantia Stirton, 1967
  - P. dailyi Stirton, 1967

Algunas fuentes incluyen a Ngapakaldia y Pitikantia en Diprotodontidae.